# Metriš
Metriš (cyr. Метриш) – wieś w Serbii, w okręgu zajeczarskim, w mieście Zaječar. W 2011 roku liczyła 273 mieszkańców.